# Саги о епископах
«Саги о епископах» (исл. Biskupa sögur) — разновидность исландских саг, относящаяся к числу саг о недавнем прошлом. Эти саги представляют собой повествования об исландской церкви и её отдельных высших иерархах в период от крещения Исландии в 1000 году до 1340 года и создавались приблизительно в 1200—1350 годах.
Задачей «саг о епископах» было в первую очередь прославление католической церкви и святых. Для этого активно использовался мотив «чудес» (исл. jarteikn — буквально «знак, знамение»). Повествование по сравнению с «сагами об исландцах» было более выборочным и сухим, при этом «саги о епископах» являются ценным историческим источником.

## Список саг о епископах
- «Пробуждающая голод»
- Сага о епископе Арни
- Сага о епископе Гудмунде
- Сага о епископе Ларентиусе
- Сага о епископе Пале
- Сага о Йоне Святом
- Сага о Торлаке Святом
- Сага о христианстве